# Mine de Bogatyr
Pour les articles homonymes, voir Bogatyr (homonymie).
La mine de Bogatyr est une mine à ciel ouvert de charbon située au Kazakhstan,,. Elle appartient à Bogatyr Access Komir.